# Rafael Hechanova
Rafael Hechanova, detto Paeng (Jaro, 8 luglio 1928 – Jaro, 26 agosto 2021), è stato un cestista filippino.

## Carriera
Con le Filippine ha disputato i Giochi olimpici di Helsinki 1952.